# ذوعلیان (روستا)
 ذوعلیان  (در عربی:  ذُوعَلیان )
نام روستایی است در دهستان بیت العِمّاد از توابع استان اِب در کشور یمن در شبه جزیره عربستان.

## جمعیت
جمعیت آن (۵۵ ) نفر (۵ خانوار) می‌باشد.